# Krosnowo
Krosnowo (kaszub. Krosnowò, niem. Krossnow) – wieś kaszubska w Polsce położona w województwie pomorskim, w powiecie bytowskim, w gminie Borzytuchom, nad Starą Słupią i na południowym skraju Puszczy Słupskiej.
W latach 1975–1998 miejscowość administracyjnie należała do województwa słupskiego.

## Zabytki
Według rejestru zabytków NID na listę zabytków wpisany jest dom szachulcowy nr 13 z 1824 i poł. XIX w., nr rej.: A-897 z 10.02.1975. Pod tym samym numerem zarejestrowany był spichlerzyk, obecnie nieistniejący.